# العباده (ریف دمشق)
العباده (به عربی: العبادة) یک روستا در سوریه است که در استان ریف دمشق واقع شده‌است.
 العباده  ۶٬۳۸۵ نفر جمعیت دارد.